# Grand Prix de Fourmies 2015
Il Grand Prix de Fourmies 2015, ottantatreesima edizione della corsa e valevole come evento dell'UCI Europe Tour 2015 categoria 1.HC, si svolse il 6 settembre 2015 su un percorso di 205 km. La vittoria fu appannaggio dell'italiano Fabio Felline, il quale terminò la gara in 4h43'59", alla media di 43,312 km/h, precedendo il belga Tom Boonen e il francese Nacer Bouhanni.
Sul traguardo di Fourmies 162 ciclisti, su 174 partenti, portarono a termine la competizione.

## Squadre e corridori partecipanti
| N.      | Cod. | Squadra                     |
| ------- | ---- | --------------------------- |
| 1-8     | EQS  | Etixx-Quick Step            |
| 11-18   | AST  | Astana Pro Team             |
| 21-28   | ALM  | AG2R La Mondiale            |
| 31-38   | LAM  | Lampre-Merida               |
| 41-48   | FDJ  | FDJ                         |
| 51-58   | TFR  | Trek Factory Racing         |
| 61-68   | AUB  | Auber 93                    |
| 71-78   | TSV  | Topsport Vlaanderen-Baloise |
| 81-88   | BSE  | Bretagne-Séché              |
| 91-98   | RVL  | RusVelo                     |
| 101-108 | COF  | Cofidis                     |

| N.      | Cod. | Squadra                     |
| ------- | ---- | --------------------------- |
| 111-118 | M13  | Team Marseille 13-KTM       |
| 121-128 | EUC  | Team Europcar               |
| 131-138 | STH  | Southeast Pro Cycling Team  |
| 141-148 | WGG  | Wanty-Groupe Gobert         |
| 151-158 | RLM  | Roubaix-Lille Métropole     |
| 161-168 | BOA  | Bora-Argon 18               |
| 171-178 | ROP  | Roompot-Oranje Peloton      |
| 181-188 | AND  | Androni Giocattoli-Sidermec |
| 191-198 | NIP  | Nippo-Vini Fantini          |
| 201-208 | ROT  | Roth-Škoda                  |
| 211-218 | ADT  | Armée de Terre              |

## Ordine d'arrivo (Top 10)
| Pos. | Corridore           | Squadra      | Tempo    |
| ---- | ------------------- | ------------ | -------- |
| 1    | Fabio Felline       | Trek         | 4h43'59" |
| 2    | Tom Boonen          | Etixx        | s.t.     |
| 3    | Nacer Bouhanni      | FDJ          | s.t.     |
| 4    | Baptiste Planckaert | Roubaix      | s.t.     |
| 5    | Armindo Fonseca     | Bretagne-Sé. | s.t.     |
| 6    | Eduard Grosu        | Nippo        | s.t.     |
| 7    | Samuel Dumoulin     | AG2R         | s.t.     |
| 8    | Edward Theuns       | Topsport Vl. | s.t.     |
| 9    | Sacha Modolo        | Lampre       | s.t.     |
| 10   | Marc Sarreau        | FDJ          | s.t.     |